# Дијего Милито
Дијего Алберто Милито (шп. Diego Alberto Milito; Бернал, 12. јун 1979) је бивши аргентински фудбалер који је током каријере наступао за аргентински Расинг из Авељанеде (где је почео и завршио каријеру), италијанске клубове Ђенову и Интер као и за шпанску Сарагосу.

## Каријера
Милито је каријеру почео у аргентинском прволигашу Расингу са којим је освојио Апертуру 2001. У то време његов брат Габријел је био играч Расинговог највећег ривала Индепендијентеа.
Први европски клуб била му је екипа из Серије Б, Ђенова где је постигао 33 гола. Али Ђенова је избачена у Серију Ц након скандала са намештањем утакмица што је присилило Дијега да се придружи брату у Сарагоси, где је на 108 утакмица постигао 53 гола.
2008. се враћа у Ђенову која је овај пут у играла у Серији А где осваја титулу другог стрелца лиге иза Златана Ибрахимовића из Интера.
У лето 2009. прелази у Интер из Милана за 25 милиона € заједно са Тијаго Мотом. Са Интером је освојио Лигу Шампиона у сезони 2009/10. постигавши два гола у финалу против Бајерн Минхена.

## Трофеји

### Расинг
- Првенство Аргентине (2) : 2001. (Апертура), 2014.

### Интер
- Првенство Италије (1) : 2009/10.
- Куп Италије (2) : 2009/10. и 2010/11.
- Суперкуп Италије (1) : 2010.
- Лига шампиона (1) : 2009/10.
- Светско првенство за клубове (1) : 2010.
- УЕФА суперкуп : финале 2010.